# マルキアン・ポポフ

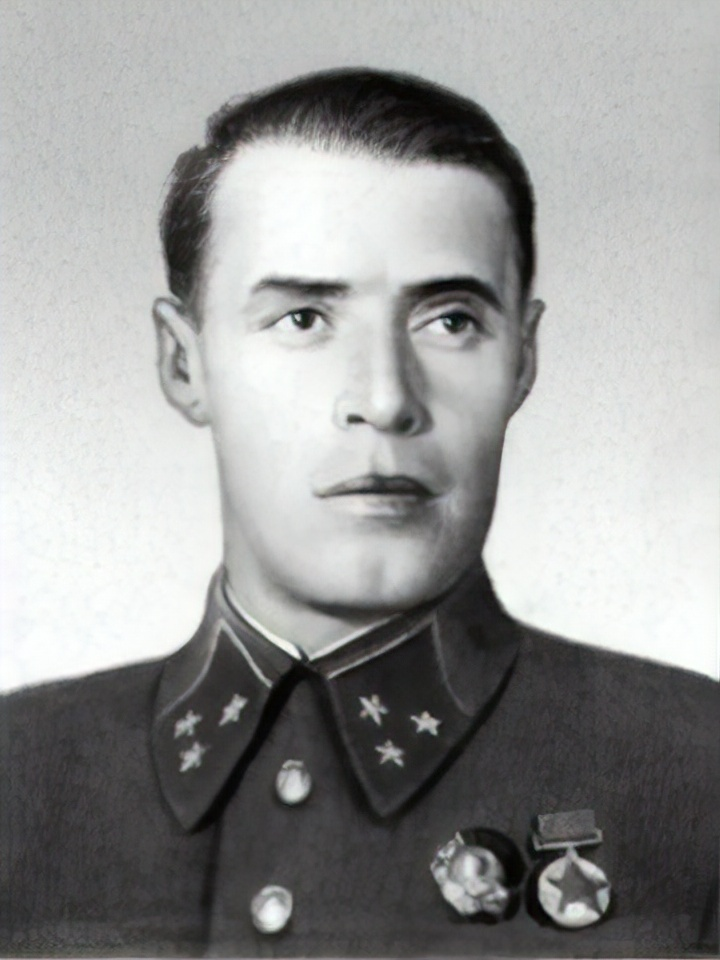
マルキアン・ポポフ

マルキアン・ミハイロヴィッチ・ポポフ（ロシア語: Маркиан Михайлович Попов、1902年11月2日 - 1969年4月22日）は、ソ連の軍人。上級大将。(1944年に大将に降格。1953年に復帰。)ソ連邦英雄。

## 経歴
ウスチ・メドヴェヂツカヤ村（現ヴォルゴグラード州セラフィモヴィッチ市）出身。
1920年から赤軍に入隊し、兵卒として西部戦線で戦った。1921年から共産党員。1922年、歩兵指揮課程を修了し、小隊長、中隊長補佐、連隊学校長補佐及び学校長、大隊長、モスクワ軍管区軍事教育施設監察官を歴任した。1925年、「射撃」課程、1936年、M.V.フルンゼ名称軍事アカデミーを卒業。1936年から機械化旅団参謀長、その後、第5機械化軍団参謀長。1938年6月、極東の第1独立赤旗軍の副司令官、9月、同軍参謀長、1939年7月から同軍司令官。1941年1月、レニングラード軍管区司令官。
独ソ戦時、北部戦線及びレニングラード戦線司令官（1941年6月～9月）、第61及び第40軍司令官（1941年11月～1942年10月）、スターリングラード戦線及び南西戦線副司令官、第5打撃軍司令官（1942年10月～1943年4月）、予備戦線及びステップ軍管区司令官（1943年4月～5月）、ブリャンスク戦線司令官（1943年6月~10月）、沿バルト戦線及び第2沿バルト戦線司令官（1943年10月～1944年4月）を歴任した。1944年4月から終戦まで、レニングラード戦線、第2沿バルト戦線、その後再びレニングラード戦線の参謀長を務める。ポポフは、レニングラード、モスクワ、スターリングラード、クルスクの戦い、カレリア及びバルト諸国の解放に参加した。ポポフ指揮下の部隊は、オリョール、ブリャンスク、ベジツァ、ウネチャ、ドノの解放、デスナ川の渡河で活躍した。
1945年、リヴォフ軍管区司令官。1946年、タヴリア軍管区司令官。1955年1月から地上軍戦闘訓練総局副総局長、後に総局長。1956年8月から地上軍参謀総長兼第一副総司令官。1962年からソ連国防省監察総監部の軍事監察顧問。
第2期～第6期ソ連最高会議代議員。

## 表彰・受勲
ソ連邦英雄（1965年）。レーニン勲章5個、赤旗勲章3個、一等スヴォーロフ勲章2個、一等クトゥーゾフ勲章2個、赤星勲章を受章。